# Titus Longaeus Rufus
Titus Longaeus Rufus est un chevalier romain connu pour avoir occupé des postes impériaux sous le règne de l'empereur Commode. Il est connu par des inscriptions et des documents conservés sur papyrus.

## Biographie
Il est attesté comme titulaire de deux des plus importantes charges civiles réservées aux chevaliers. 
La première est celle de gouverneur de l'Égypte romaine (préfet d'Égypte), qu'il a occupée pendant plusieurs mois en 185. Sa principale préoccupation en tant que gouverneur de l'Égypte est de protéger la récolte et la livraison du grain à la population de Rome, mais les documents survivants de son administration montrent que ses responsabilités se sont étendues plus loin. L'un rapporte qu'il a imposé une réquisition de 20 000 artabes d'orge à un village du nome Patemite. Un autre enregistre un différend juridique qu'il a entendu, impliquant une certaine Dionysia et son père Chairemon : à l'origine, Dionysia et son père sont en désaccord sur l'argent, mais Chairemon a ensuite tenté de dissoudre le mariage de sa fille afin de prendre le contrôle de ses biens et de sa dot ; bien que Longaeus Rufus ait statué en faveur de Dionysia, le différend est revenu au tribunal pour être entendu par son successeur, le gouverneur, Pomponius Faustinianus. 
Rufus retourne alors à Rome pour servir comme préfet du prétoire ; ceci est attesté par une inscription retrouvée à Alexandrie qui mentionne à la fois Longaeus Rufus et Titus Voconius Af[...],comme préfets de légions ou commandant la Legio II Traiana Fortis, qui faisait partie de la garnison de l'Égypte romaine.